# Woroud Sawalha
Woroud Sawalha (n. 3 de noviembre de 1991) es una atleta palestina especializada en pruebas de velocidad.
Integró el equipo olímpico palestino que participó en los Juegos Olímpicos de Londres 2012 convirtiéndose en la primera atleta olímpica palestina. Pese a no estar reconocida por Naciones Unidas, Palestina puede competir en los Juegos Olímpicos. Al no existir en Palestina centro de entrenamiento apropiados para la exigencia olímpica Wouroud debió prepararse en Catar, Egipto y Jordania.
Compitió en la carrera de 800 metros llanos en la que terminó en la octava posición con una marca de 2:29.16 m. Luego de terminar su participación, Sawalha declaró: "Estar aquí es un mensaje para el ocupante israelí que comete crímenes contra nuestro pueblo".